# المكتب الوطني لتدقيق الحسابات (الصين)
المكتب الوطني لتدقيق الحسابات في جمهورية الصين الشعبية ( NAO ) هو المؤسسة العليا لمراجعة الحسابات في جمهورية الصين الشعبية . تأسست في عام 1983 وفقا للدستور الصيني . وهي دائرة على مستوى مجلس الوزراء تشكل مجلس الدولة (国务院 组成 部门) وتحت قيادة رئيس الوزراء .

## روابط خارجية
- الموقع الرسمي
- الموقع الرسمي